# 小堀倭加
小堀倭加（日语：／ Kobori Waka，2000年8月10日—）是一名日本女子游泳运动员，原本主攻仰泳，后来转攻中长距离自由泳。小堀生于奈良县，是家里三兄妹中最年幼的，她在小时候随家人移居至神奈川县相模原市。小学时，她在参加游泳课程后，对游泳产生兴趣，便开始练习这一项目。小学4年级时她参加了全国青少年奥林匹克杯比赛，中学2年级时她获得了全国中学生大赛200米仰泳的亚军，升入高中后，她转攻中长距离自由泳。2018年4月，小堀在日本游泳锦标赛上获得女子400米自由泳和女子1500米自由泳亚军，成功获得当年泛太游泳锦标赛和亚运的参赛资格。